# Kvíabryggja-gevangenis

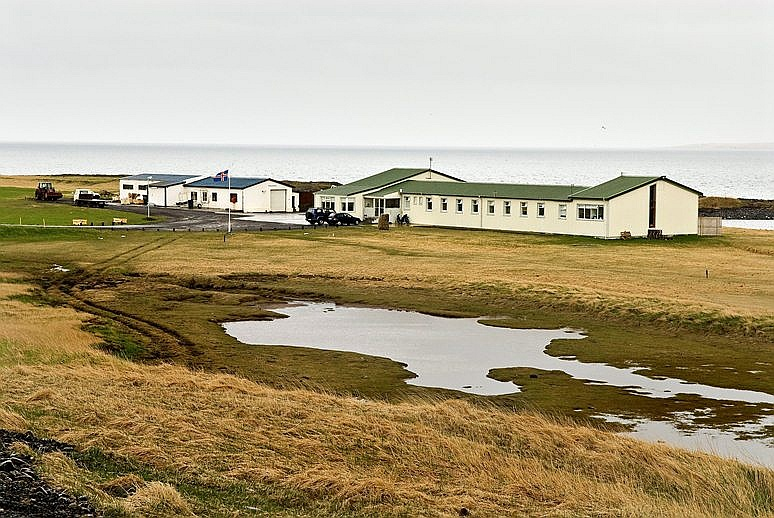
De Kvíabryggja-gevangenis

Fangelsið Kvíabryggja is een gevangenis in IJsland vlak bij Grundarfjörður (fangelsi is gevangenis in het IJslands). Het is opgericht in 1954.
Het wordt gebruikt voor gevangenen die een straf van 2 jaar of korter moeten uitzitten. Ze worden geacht er te werken, onderwijs te volgen en voor een deel voor zichzelf te zorgen. De gedetineerden zijn er niet opgesloten en mogen er min of meer vrij rond lopen. Werken mag in de nabije omgeving. Voorwaarde is dat ze zich 's avonds weer melden. De grootste gevangenis in IJsland is Litla-Hraun.

## Referentie
- Fangelsid kviabryggju (IJslands)